# Lubomir Tomaszewski
Lubomir Wojciech Tomaszewski herbu Bończa (ur. 9 czerwca 1923 w Warszawie, zm. 15 listopada 2018 w Stanach Zjednoczonych) – polsko-amerykański artysta malarz, rzeźbiarz oraz projektant porcelany, pedagog, wykładowca; od 1966 mieszkał i tworzył w Stanach Zjednoczonych.

## Życiorys
Syn Lubomira i Lucyny z domu Bartłomiejczyk. W 1955 roku skończył studia na ASP w Warszawie, na Wydziale Rzeźby, studiował również na Politechnice Warszawskiej. W 1966 wyjechał do Nowego Jorku, gdzie mieszkał do śmierci.
Walczył w szeregach Armii Krajowej przez wszystkie 63 dni powstania warszawskiego, jako dowódca oddziału przeciwpancernego obsługując m.in. rusznicę przeciwpancerną. Przeżył śmierć wielu swoich przyjaciół oraz siedemnastoletniego brata.
Pracę artystyczną rozpoczął w latach 50. XX wieku w Instytucie Wzornictwa Przemysłowego, współpracował tam z takimi artystami jak: Henryk Jędrasiak, Mieczysław Naruszewicz czy Hanna Orthwein. To właśnie z tamtego okresu pochodzą porcelanowe figurki, z których jest najbardziej znany. Oprócz figurek Lubomir Tomaszewski zaprojektował w 1962 dwa serwisy do kawy: „Ina” i „Dorota”, które nazwy wzięły od imion jego córek. Oba serwisy w 1963 zostały pokazane na I Międzynarodowej Wystawie Form Przestrzennych. W 1964 projekty wdrożono do produkcji.
W 1994 roku Lubomir Tomaszewski założył międzynarodową grupę artystyczną Emocjonaliści, tworzą ją malarze, rzeźbiarze, graficy, fotografowie oraz muzycy. To właśnie w tamtym okresie zaczął tworzyć prace za pomocą ognia i dymu. „The New York Times” nazwał Lubomira Tomaszewskiego „rzeźbiarzem ruchu”. Artysta wziął udział w ponad 150 wystawach indywidualnych i zbiorowych na całym świecie.
„The New York Times” w 1975 roku pisał o nim:
„Spośród jego dzieł najsilniej oddziałują te przedstawienia zwierząt i ptaków, w których widać napięcie, ruch lub brutalną siłę, coś, co zmaga się z grawitacją, aby utrzymać swą moc”
Prace Lubomira Tomaszewskiego znajdują się w kolekcjach: Muzeum Narodowego w Warszawie, Muzeum Narodowego w Krakowie, Muzeum Powstania Warszawskiego, Śląskiego Muzeum Sztuk Pięknych we Wrocławiu, Hale Museum w Niemczech, Robert Marston INC., Marvina Glimana, Lighting Services INC., Laurance'a Rockefellera, rodziny Ziselman, Jimmy’ego Cartera, T. Komine z Kyowa Bank w Tokio.

## Nagrody i odznaczenia
- 1955 – Pierwsza nagroda w konkursie na projekt rzeźb w otoczeniu Pałacu Kultury i Nauki w Warszawie
- 1956 – Trzecia nagroda w konkursie na Pomnik Pokoju w Krakowie
- 1958 – Wyróżnienie w konkursie na rzeźbę sportową Wojska Polskiego
- 1959 – Wyróżnienie w drugim etapie konkursu na Pomnik Bohaterów Warszawy
- 1963 – Pierwsza nagroda za serwis „Dorota" na I Międzynarodowej Wystawie Form Przemysłowych w Paryżu
- 1964 – Wyróżnienie dla serwisów „Ina" i „Dorota" w konkursie Jakości i Estetyki Towarów na Targach Krajowych w Poznaniu
- 1964 – Złoty Krzyż Zasługi za osiągnięcia w dziedzinie wzornictwa przemysłowego, Polska
- 1983 – Pierwsza nagroda na Wystawie Sztuki Współczesnej, Tydzień Kultury Słowiańskiej
- 1984 – Award for Achievement in Sculpture, Perspective Magazine, USA
- 1988 – Trzecia nagroda O.A.F., Bruce Museum, Greenwich
- 1991 – Best in Show O.A.F., Bruce Museum, USA
- 1993 – Nagroda Biennale, Museum N.E.C.C.A.
- 1995 – Pierwsza nagroda O.A.F., Bruce Museum, Greenwich
- 1997 – Trzecia nagroda O.A.F., Bruce Museum, Greenwich
- 1999 – Trzecia nagroda O.A.F., Bruce Museum, Greenwich
- 2000 – Druga nagroda na wystawie New Canaan Society for the Arts, USA
- 2001 – Nagroda prasy na Salon International de Saumur
- 2004 – Druga nagroda na polsko-amerykańskim festiwalu w Doylestown
- 2005 – Pierwsza nagroda za rzeźbę Spectrum, New Canaan Society for the Arts, USA
- 2006 – Nagroda publiczności, National Sculpture Society, New York
- 2007 – Nagroda kuratorów za rzeźbę Spectrum, New Canaan Society for the Arts, USA
- 2008 – Pierwsza nagroda za rzeźbę Mythical Giant, New Canaan Society for the Arts, USA
- 2010 – American Sociaty of Contemporary Artists, New York, NY, nagroda za rzeźbę Joy of Dance
- 2011 – Druga nagroda za rzeźbę Illusion, New Canaan Society for the Arts, USA
- 2012 – Wyróżnienie za obraz It’s Passing, New Canaan Society for the Arts, USA
- 2013 – Pierwsza nagroda za rzeźbę Lot ponad sceną, New Canaan Society for the Arts
- 2014 – Pierwsza nagroda za rzeźbę Music of the Forest, New Canaan Society for the Art
- 2014 – Lifetime Achievement Award, przyznana przez Uniwersytet Bridgeport, USA
- 2014 – Złoty medal Zasłużony Kulturze Gloria Artis, najwyższe odznaczenie przyznawane przez Ministra Kultury i Dziedzictwa Narodowego
- 2016 – Wybitny Polak w USA, w dziedzinie kultura, USA
- 2017 – Medal „Ignacy Paderewski Arts and Music Award” za wybitne osiągnięcia w dziedzinie twórczości artystycznej[9]

## Wystawy
- 1964 – "Rzeźba, ceramika i szkło Lubomira Tomaszewskiego", Kordegarda, Warszawa
- 1969 – Rye, Nowy Jork
- 1970 – Lubomir Tomaszewski, "Sculpture 1967–1970"
- 1971 – The In Cellar Gallery, Nowy Jork
- 1972 – Altman Craft Gallery, Nowy Jork
- 1974 – Audubon Society of Connecticut, Fairefield, Connecticut
- 1975 – Women’s National Republican Club, Nowy Jork
- 1978-84 – coroczne wystawy w Margot Gallery, Nowy Jork
- 1981-88 – coroczne wystawy w Old Warsaw Gallery, Alexandria, Virginia, USA
- 1986 – “Tomaszewski Painter and Sculptor”, Morin-Miller Galleries, Nowy Jork
- 1988 – Nippon Club, Nowy Jork
- 1988 – “Lubomir Tomaszewski, Sculpture”, Polish American Artists Society, Nowy Jork
- 1989 – “Inspirations from Nature, Robert Baranet, paintings – Lubomir Tomaszewski, sculpture”, The Carriage Barn Arts Center, Waveny Park, New Canaan, Connecticut, USA (New Canaan Society for the Arts).
- 1989 – “Lighting and Sculpture, featuring new works by Lubomir Tomaszewski”, Lighting Services INC., IDCNY Center Two, Long Island City, Nowy Jork
- 1989 – "An Exhibition of Large Scale Outdoor Surrealistic Sculpture", New England Center for Contemporary Art (NECCA), Brooklyn, Connecticut, USA
- 1989 – Images Gallery, Norwalk, Connecticut, USA
- 1990 – "Tomaszewski inspired by Nature”, The Carlson Gallery, Bernhard Center, University of Bridgeport, USA
- 1990-2001 – stała wystawa w Museum NECCA (New England Center for Contemporary Art), Brooklyn, Connecticut, USA
- 1991 – "An exhibition of large scale outdoor sculpture by Lubomir Tomaszewski", Museum NECCA, Brooklyn, Connecticut, USA
- 1993 – “Sculpture inspired by nature by Lubomir Tomaszewski”, Skulski Art Gallery, Polish Cultural Foundation, Clark, New Jersey, USA
- 1994 – "Lubomir Tomaszewski", Reccini Studio Gallery, Hudson Valley, Nowy Jork
- 1995 – “Lubomir Tomaszewski” Polish Art Gallery Nowy Dziennik, Nowy Jork
- 1995 – “Large Scale Dramatic Sculptures, In tune with nature”, Fordham University, Lincoln Center, Nowy Jork
- 1996 – “In Tune with Nature”, Polski Instytut Naukowy, Nowy Jork
- 1996 – “Drama in Painting and Sculpture In Tune with Nature by Tomaszewski”, Konsulat Generalny Rzeczypospolitej Polskiej, Nowy Jork
- 1997 – "Madeline Novotzky, Lubomir Tomaszewski, Jozefa Tomaszewski", Blue Hill Plaza, Pearl River, Nowy Jork
- 1997 – "Tomaszewski and the Theatre of the Intuitive Improvisation – music by Medyna, Douglas Poger, Stephen Boisvert", Harvard University at Gutman Library, Cambridge, Massachusetts, USA
- 1997 – ”Lubomir Tomaszewski – Natural art sculptures and burnished paintings”, L’Atelier Gallery, Piermont, Nowy Jork
- 1998 – “Emotionalism. An exhibition sculptures and paintings by Lubomir Tomaszewski”, Easton Public Library, Easton, Connecticut, USA
- 1998 – “Awakening: Contemporary art of Vietnam, Gallery 4. Lubomir Tomaszewski”, New London Art Society Gallery, New London, Connecticut, USA
- 1999 – "Alexandra Nowak i Lubomir Tomaszewski", Polish Institute of Art and Science of America, Nowy Jork
- 2000 – “Watercolors by Rhoda Madan-Shotkin, sculpture by Lubomir Tomaszewski”, Unique Gallery
- 2000 – “Two men – two imaginations, Guenther Riess and Lubomir Tomaszewski”, Images Sculptural Concepts, South Norwalk, Connecticut, USA
- 2000 – "Gregory Jakubowski painting, Lubomir Tomaszewski sculpture", Gutman Library, Harvard University, Cambridge
- 2000 – "Response to Emotionalism", Walsh Library Gallery, Seton Holl University, New Jersey
- 2002 – „Powstanie Warszawskie Ogniem Malowane", Polska Akademia Nauk, Warszawa, Polska
- 2002 – "Lubomir Tomaszewski and Gregory Jakubowski", Europa Club Brooklyn, Nowy Jork
- 2003 – "Musique et Emotions Plastique - Gregory Jakubowski, Lubomir Tomaszewski", Ars France
- 2003 – Rao Gallery, Hellertown, Nowy Jork
- 2004 – Greenwich, Connecticut
- 2005 – ARTredSPOT Gallery, Fairfield, Connecticut
- 2005 – Kurier Plus, Nowy Jork
- 2005 – Muzeum Powstania Warszawskiego, Warszawa
- 2006 – Easton, Connecticut
- 2008 – Kurier Plus, Nowy Jork
- 2009 – Skulski Art Gallery, Clark, New Jersey
- 2011 – Polish Institute of Art and Science of America, Nowy Jork
- 2011 – TransForm Gallery, New Rochelle, Nowy Jork
- 2012 – Galerie Roi Doré „TRANSFORMATIONS - works on paper (2011–2012)", Los Angeles, Paryż
- 2009, 2010, 2011, 2012 – Lana Santorelli Gallery, Nowy Jork
- 2013 – Instytut Designu, Kielce
- 2014 – "Emotions by Lubomir Tomaszewski”, Pałac Narodów ONZ, Genewa, Szwajcaria
- 2014 – "Art in Residence” Berno, Szwajcaria
- 2015 – „Moja sztuka to moja spowiedź do ludzi” Galeria van Rij, Ćmielów, Polska
- 2015 – “KunstGalerie” Bachlechner Galerie, Zurich, Szwajcaria
- 2015 – „Nowy Jork. Paryż. Warszawa - Miasta Lubomira Tomaszewskiego", Teatr Wielki – Opera Narodowa, Warszawa
- 2016 – ArtCheval, Centre d’Art Contemporain Bouvet-Ladubay, France
- 2016 – "Conférence (Conferce) à plusieurs voix: Lubomir Tomaszewski ou la création par le feu et la fumée. Château de Ripaille – Thonon-les-Bains", France
- 2016–17 – „Na początku była wojna... Po niej afirmacja życia” Galeria van Rij, Ćmielów, Polska
- 2017–18 – Prezentacja prac Lubomira Tomaszewskiego w Stałym Przedstawicielstwie Rzeczypospolitej Polskiej przy Unii Europejskiej, Bruksela
- 2017 – „Lubomir Tomaszewski. Rzeźby. Obrazy. Design” - wystawa indywidualna w Międzynarodowym Centrum Kultury w Krakowie
- 2018 – „Porcelanowe Rzeźby. Lubomir Tomaszewski”, Polski Instytut w Bratysławie, Słowacja
- 2018 – "Made with Fire" -  Lubomir Tomaszewski, wystawa indywidualna, Parlament Europejski, Bruksela
- 2018 –  „Sztuka Lubomira Tomaszewskiego", Galeria van Rij, Ćmielów, Polska
- 2018 – The Art Gallery at The Rockefeller State Park Preserve,  “THEATRE OF NATURE - Lubomir Tomaszewski EXHIBITION", USA
- 2022- Van Rij Gallery, Solo Exhibition, Poland

Ponadto ponad 40 wystaw grupowych, między innymi z ruchem Emocjonalistów w USA, Kanadzie, Niemczech, Francji, Japonii, Danii i Polsce.